# دیاپازون

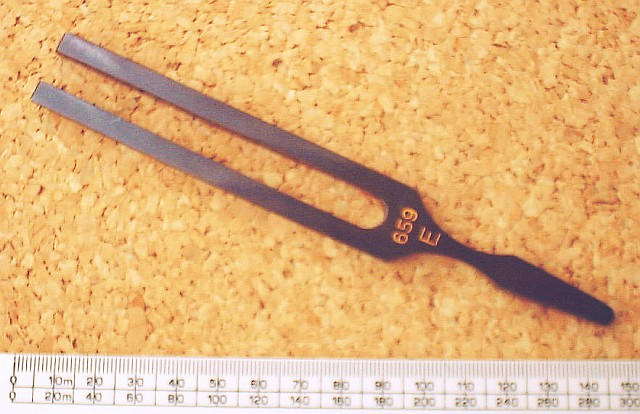
یک دیاپازون توسط جان واکر با نت می (E) و فرکانس هرتز (659)

دیاپازون (به فرانسوی: diapason، به انگلیسی: tuning fork)، وسیله‌ای فلزی‌ست دارای دو شاخه که انتهای آنها به یک پایهٔ مشترک وصل شده‌است. با وارد شدن ضربه به شاخه‌های آن، دیاپازون به ارتعاش درمی‌آید و امواج صوتی در یک بسامد (فرکانس) خاص تولید می‌کند. بسامدِ هر دیاپازون ثابت است و به پدیدهٔ تشدید مربوط است.

## موارد استفاده
دیاپازون کاربردهای مختلفی از جمله کنترل‌کردن نُت‌ها و کوک‌کردن سازهای موسیقی، صنعت ساعت، پزشکی، رادارها، ژیروسکوپ، حسگرها و دیگر صنایع می‌باشد.

## محاسبه فرکانس
فرکانس یک دیاپازون بستگی به ابعاد و مواد سازنده آن دارد و با فرمول زیر محاسبه می‌شود:
{\displaystyle f={\frac {N}{2\pi L^{2}}}{\sqrt {\frac {EI}{\rho A}}}}
که:
- f مقدار فرکانسی است که از لرزش دوشاخک‌ها در یک ثانیه (در  واحد استاندارد) تولید می‌شود.
- مقدار ثابت تقریبی N ≈ 3.516015 که از کمترین حاصل مقدار مربعِ معادله cos(x)cosh(x) = −۱ به دست می‌آید.
- L طول شاخک‌ها.
- E مدول یانگ (مدول الاستیک یا سفتی) ماده ای است که چنگال از آن ساخته شده است.
- "I" گشتاور دوم سطح مقطع است.
- ρ چگالی مواد تشکلیل دهنده (کیلوگرم بر مترمکعب).
- A مساحت سطح مقطع شاخک‌ها می‌باشد.

نسبت I/A در معادله بالا را می توان به صورت r2/4 بازنویسی کرد اگر، شاخک‌ها استوانه‌ای با شعاع r باشند و a2/12 اگر شاخک ها دارای سطح مقطع مستطیلی به عرض a در امتداد جهت حرکت باشند.